# オイア

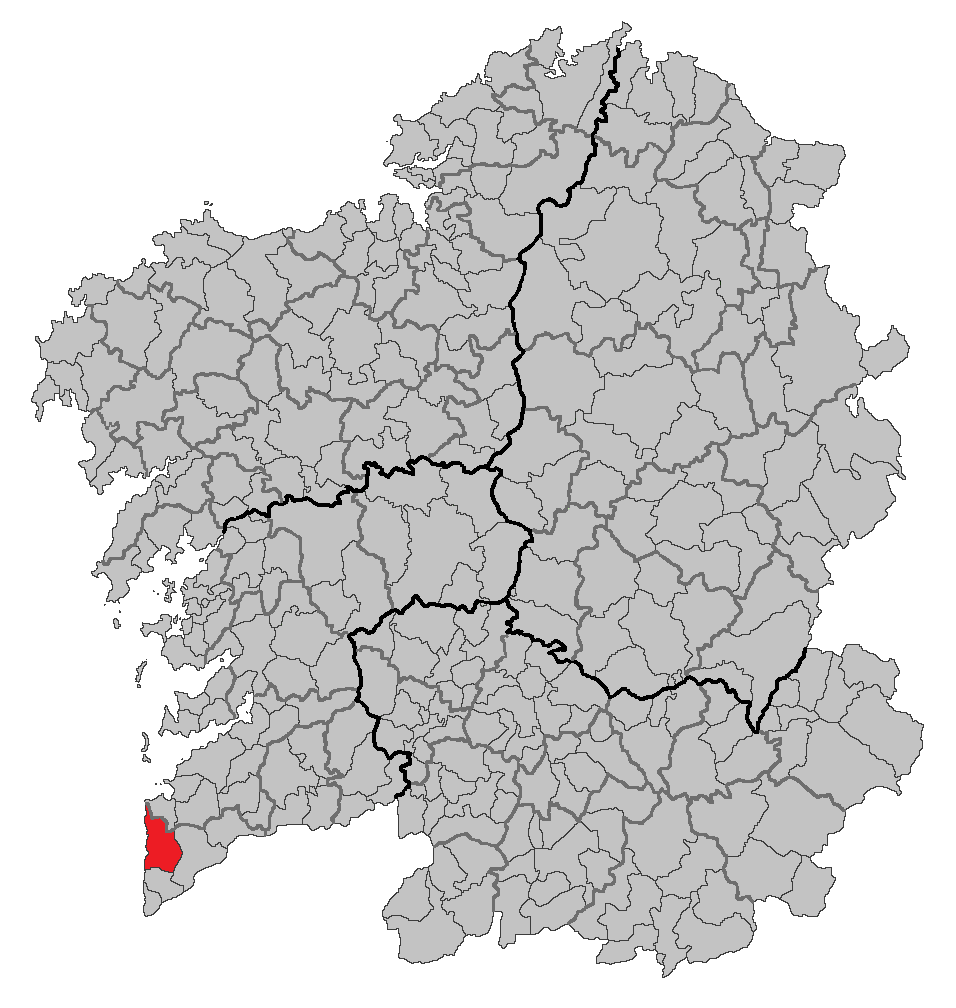

オイア（Oia）は、スペイン、ガリシア州、ポンテベドラ県の自治体、コマルカ・ド・バイショ・ミーニョに属する。スペイン国立統計局によると、2010年の人口は3,197人（2009年：3,227人）である。住民呼称は、男女同形のoiense。カスティーリャ語による表記はOya。
ガリシア語話者の自治体住民に占める割合は98.0％（2001年）。

## 地理
オイアはポンテベドラ県の南西部に位置し、コマルカ・ド・バイショ・ミーニョに属する。隣接する自治体は、北がバイヨーナ、東がトミーニョと、南がオ・ロサルで、西は大西洋に面している。自治体の中心地区はオイア教区のオ・アラバル地区である。

### 人口
| オイアの人口推移 1900－2010                             |
|                                                         |
| 出典:INE（スペイン国立統計局）1900年 - 1991年、1996年 - |

## 歴史
青銅器時代の斧やペトログリフなどが海岸を見下ろすことのできる山地で発見されている。またモウガス教区では、多くのカストロ遺跡が発見されており、それらのうちで代表的なものはボウサ・ファリーニャ遺跡で、ラテン語による碑銘が施されている生贄儀式用の祭壇が発見されている（現在ポンテベドラ県立博物館所蔵）。またビラデスーソ教区ではローマ時代のヴィラが残されており、そこでも祭壇が出土している（現在トゥイ教区博物館所蔵）。
中世にはシトー修道会のサンタ・マリーア・デ・オイア修道院（Mosteiro de Santa María de Oia）が創設され、この地の歴史を大きく変えた。修道院は、1132年にガリシア王アフォンソ7世によってベネディクト会の修道院として創建された。1185年シトー改革に同調、1547年にはカスティーリャのシトー会に加わった。 
修道院は1835年の永代所有財産解放令によって解体させられ、教会は教区教会として存続した。

## 経済
オイアの経済活動は基本的には農業であるが、規模はあまり大きくなく生産的とは言えない。協同組合形式での山地でのガリシア固有の赤毛牛（rubia galega）、羊、馬などの放牧による牧畜業などである。漁業はわずかにあるものの、あまり盛んではない。近年伸びているのはバル・ミニョール（Val Miñor）地域とオ・バイショ・ミーニョ地域の間にある地理的条件による観光業の増大である。

## 政治
自治体首長はガリシア国民党（PPdeG）のアレハンドロ・ロドリゲス・ロドリゲス（Alejandro Rodríguez Rodríguez）、自治体評議員は、ガリシア国民党:9、ガリシア社会党（PSdeG-PSOE）:4、PIdeO（Partido Independiente de Oia）:1となっている（2007年の自治体選挙の結果、得票順）。

## 教区
オイアは6の教区に分けられる。太字は自治体中心地のある教区。
- ブルゲイラ（サン・ペドロ）
- ロウレーサ（サン・マメーデ）
- モウガス（サンタ・ウシーア）
- オイア（サンタ・マリーア）
- ペドルネス（サン・マメーデ）
- ビラデスーソ（サン・ミゲル）